# Famille Amidei
 (juillet 2024).
Si vous disposez d'ouvrages ou d'articles de référence ou si vous connaissez des sites web de qualité traitant du thème abordé ici, merci de compléter l'article en donnant les références utiles à sa vérifiabilité et en les liant à la section « Notes et références ».
La famille Amidei est une ancienne et importante famille de Florence qui a habité dans cette ville depuis sa fondation, près du Ponte Vecchio et pour cette raison ils ont pris le surnom de « Chef du Pont » (Capo di Ponte). Dans le centre de Florence ils possédaient la maison-tour des Amidei, qui a résisté aux mines des Allemands, puis qui a été restaurée ensuite. Cette tour faisait partie du mur d'enceinte de la ville (Mura di Firenze).

## Histoire

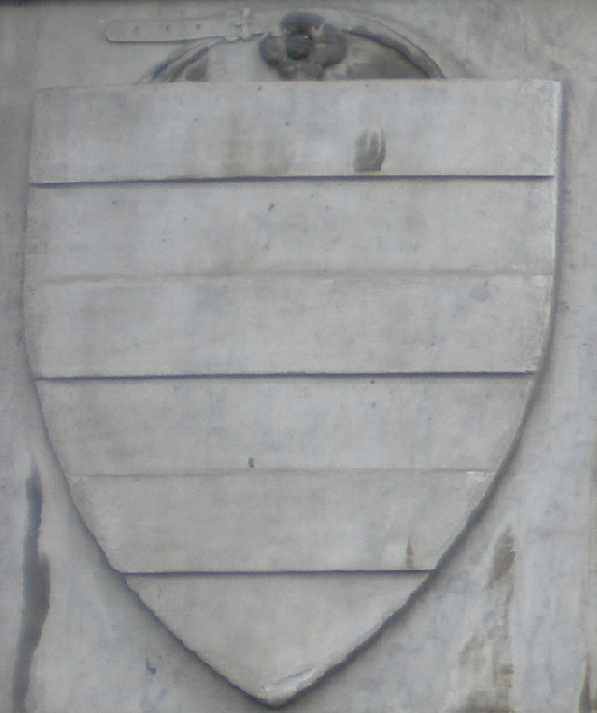
Blason sur l'église Santa Maria Novella

Beaucoup de membres de la famille ont eu des rôles notables dans la vie de Florence (par exemple Bongianni, maire de Florence en 1182 et Amadio sanctifié en 1888 avec six autres saints fondateurs), puis cette famille est devenue célèbre pour leur guerre avec les Buondelmonti, après un mariage manqué avec une fille des Amidei et Buondelmonte, ce dernier ne s'étant pas présenté à l'église ; les Amideis devenus furieux, un jour suivant, aux Pâques 1216, Buondelmonte parti chez les Donati pour marier une jeune fille (Gualdrada) passant devant leur tour, fut tué par les Amideis qui le voulaient punir, après que Mosca a prononcé sa célèbre phrase : « Ce qui est fait est fait ». Ce qui envenima la situation de Florence, divisée en deux, entre  Guelfes et Gibelins, pour une longue période.

## Légende
Selon une légende sur l'origine de cette famille, les Amidei seraient le descendants des  Cotius, une famille  descendant de la Gens Iulia et pour cette raison, les Piccolomini, famille italienne, ont appelé l'un d'eux Enea Silvio, pour rappeler les origines des Amideis, puisqu'il y avait eu un Piccolo Hominus Amideis. Enea Silvio Piccolomini est devenu le pape Pie II et son neveu Pie III.

## Saint Amadio des Amidei

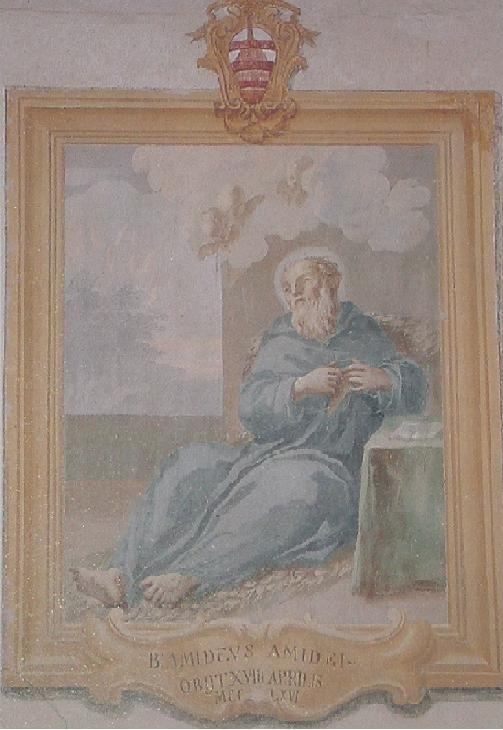
Fresque de Saint Amidé des Amidei

Saint Amadio est l'un des sept pères fondateurs de l'ordre religieux des Servites de Marie (Servi di Maria). Ils habitaient à Florence, et qui, pour pouvoir mieux se recueillir et pour prier plus intensément, sont partis au Mont Senario, à 18 km de Florence. Selon la légende qui raconte la vie des sept saints, à la mort de Amadio (18 avril 1266), les autres pères fondateurs ont vu une flamme vers le ciel, comme témoignage de son amour pour Dieu. ils ont été canonisés comme un seul homme par le pape Léon XIII, le 15 janvier 1888.